# Gare de Myennes
La gare de Myennes est une gare ferroviaire française, fermée, de la ligne de Moret - Veneux-les-Sablons à Lyon-Perrache. Elle est située rue Le Paillou à l'ouest du centre bourg de la commune de Myennes, dans le département de la Nièvre en région Bourgogne-Franche-Comté.
Ouverte en 1864 par la Compagnie des chemins de fer de Paris à Lyon et à la Méditerranée (PLM), elle est fermée à une date indéterminée par la Société nationale des chemins de fer français (SNCF)

## Situation ferroviaire
Établie à 146 mètres d'altitude, la gare, fermée, de Myennes est située au point kilométrique (PK) 191,002 de la ligne de Moret - Veneux-les-Sablons à Lyon-Perrache, entre les gares ouvertes au service des voyageurs de Briare, s'intercalent la gare ouverte uniquement aux marchandises de Châtillon-sur-Loire et les gares fermée de Bonny et de Neuvy-sur-Loire, et de Cosne-sur-Loire.

## Histoire

### Gare PLM (1864-1938)
La gare de Myennes est ajoutée, en 1864, sur la ligne ouverte le 21 septembre 1861 par la Compagnie des chemins de fer de Paris à Lyon et à la Méditerranée (PLM), lorsqu'elle ouvre à l'exploitation les 51 km de la deuxième partie de la première section de sa ligne Paris-Lyon par le Bourdonnais.
La « gare de Myennes » figure dans la nomenclature 1911 des gares, stations et haltes de la compagnie PLM. Elle porte le no 2 de la ligne de Moret-les-Sablons à Nimes. La gare dispose des services complets, de la grande vitesse (GV) et de la petite vitesse (PV), « à l'exclusion des chevaux chargés dans des wagons-écuries s'ouvrant en bout et des voitures à 4 roues, à deux fonds et à deux banquettes dans l'intérieur, omnibus, diligences, etc. ».

La gare dans les années 1900
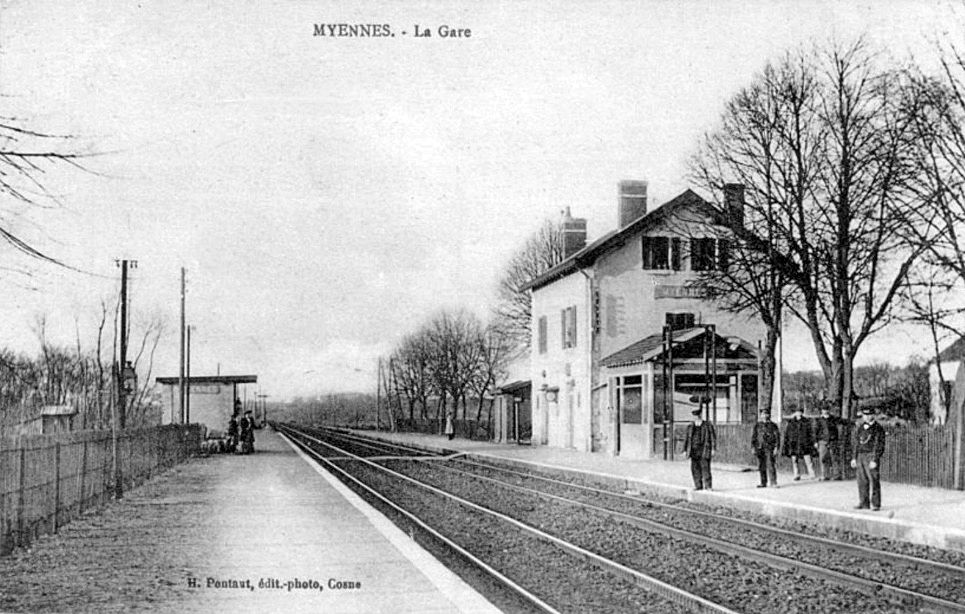
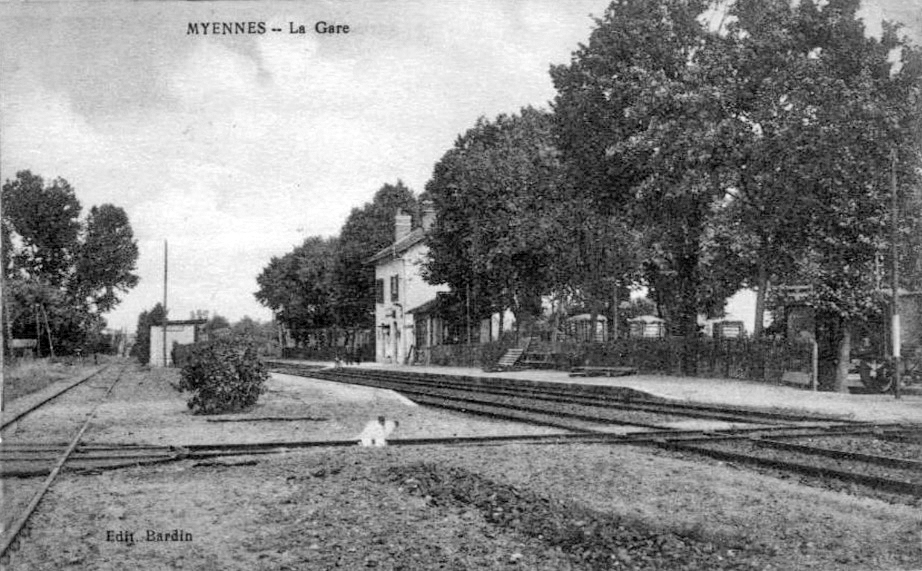

### Gare SNCF (1938-?)
Dans les années 1980, contrairement à la majorité des gares de la ligne, ses voies de services ne sont pas électrifiées mais conservées en l'état, leur desserte étant prévue avec un locotracteur. En 1985, le trafic voyageurs annuel représente 570 billets et 7 abaonnements et celui des marchandises 1 199 t en réception et 4 017 t en expédition.
La gare est fermée à une date indéterminée entre 1985 et 2016.

## Patrimoine ferroviaire
L'ancien bâtiment voyageurs, et l'ancienne halle à marchandises sont toujours présents sur le site.